# جک فراست (فیلم ۱۹۶۴)
«جک فراست» (روسی: Морозко) فیلمی در ژانر فانتزی است که در سال ۱۹۶۴ منتشر شد. از بازیگران آن می‌توان به اینا چوریکوفا اشاره کرد.